# Play (Nicolai Dunger)
Play är ett studioalbum av Nicolai Dunger, släppt 2009.

## Låtlista
1. "Heart and Soul" - 3:40
2. "Crazy Train" - 3:48
3. "Tears in a Childs Eye" - 3:37
4. "Can You" - 3:21
5. "When Your Work Is Done" - 3:07
6. "Time Left to Spend" - 3:11
7. "Razzia" - 0:57
8. "Entitled to Play" - 4:59
9. "The Girl with the Woolen Eyes" - 3:39
10. "Many Years Have Passed" - 7:55
11. "Untitled" - 0:52